# Kostîlivka, Rahău
Kostîlivka (în ucraineană Костилівка) este localitatea de reședință a comunei Kostîlivka din raionul Rahău, regiunea Transcarpatia, Ucraina.

## Demografie
Componența lingvistică a localității Kostîlivka
     Ucraineană (99,21%)
     Alte limbi (0,63%)
Conform recensământului din 2001, majoritatea populației localității Kostîlivka era vorbitoare de ucraineană (99,21%), existând în minoritate și vorbitori de alte limbi.